# Marcio Augusto da Silva Barbosa
Marcio Augusto da Silva Barbosa (* 16. Mai 1995 in Rio de Janeiro), auch bekannt als Marcinho, ist ein brasilianischer Fußballspieler.

## Karriere
Marcinho stand 2015 beim EC Novo Hamburgo im brasilianischen Novo Hamburgo unter Vertrag. Im gleichen Jahr wechselte er zu Internacional Porto Alegre nach Porto Alegre. Im September 2016 wurde er an den Ypiranga FC (Erechim) ausgeliehen. Mit dem Verein aus Erechim spielte er dreimal in der Série C. Von Januar 2017 bis November 2017 spielte er auf Leihbasis bei Grêmio Esportivo Brasil in Pelotas. Für Grêmio Esportivo stand er 32-mal in der Série B auf dem Spielfeld. Der Fortaleza EC aus Ceará lieh ihn von Mai 2018 bis Juli 2019 aus. 2018 gewann er mit Fortaleza die Série B. Die Staatsmeisterschaft von Ceará und Copa do Nordeste gewann er mit Fortaleza im Jahr 2019. Im Juli 2019 wechselte er für eine Ablösesumme von einer Million Euro zum Chongqing Liangjiang Athletic in die Volksrepublik China. Mit dem Verein aus Chongqing spielte er in der höchsten Liga des Landes, der Chinese Super League. Für den Erstligisten stand er 26-mal auf dem Spielfeld. Nach Vertragsende war er vom 1. Februar 2021 bis Mitte August 2021 vertrags- und vereinslos. Der japanische Erstligist Kawasaki Frontale aus Kawasaki verpflichtete ihn am 13. August 2021. Am Ende der Saison feierte er mit Frontale die japanische Meisterschaft. Am 17. Februar 2024 gewann der mit Frontale den Supercup. Das Spiel gegen den Meister Vissel Kōbe wurde mit 1:0 gewonnen. Am 3. Mai 2025 stand er mit Frontale im Finale der AFC Champions League Elite. Hier musste man sich jedoch dem saudi-arabischen Vertreter al-Ahli mit 2:0 geschlagen geben.

## Erfolge
Fortaleza EC
- Série B: 2018
- Staatsmeisterschaft von Ceará: 2019
- Copa do Nordeste: 2019

Kawasaki Frontale
- Japanischer Meister: 2021
- Japanischer Vizemeister: 2022
- Japanischer Supercup-Sieger: 2024
- AFC Champions League Elite-Finalist: 2024/25